# Kráľ
Kráľ (daw. Sväty Kral', węg. Sajószentkiraly) – wieś (obec) na Słowacji położona w kraju bańskobystrzyckim, w powiecie Rymawska Sobota. Pierwsze wzmianki o miejscowości pochodzą z roku 1282. 
Według danych z dnia 31 grudnia 2012, wieś zamieszkiwało 968 osób, w tym 492 kobiety i 476 mężczyzn.
W 2001 roku rozkład populacji względem narodowości i przynależności etnicznej wyglądał następująco:
- Słowacy – 21,35%
- Czesi – 0,21%
- Polacy – 0,11%
- Romowie – 8,58%
- Ukraińcy – 0,11%
- Węgrzy – 69,64%

Ze względu na wyznawaną religię struktura mieszkańców kształtowała się w 2001 roku następująco:
- Katolicy rzymscy – 68,35%
- Ewangelicy – 14,81%
- Ateiści – 3,86%
- Nie podano – 0,21%